# 戸井零士
戸井 零士（とい れいじ、2005年1月18日 - ）は、大阪府松原市出身のプロ野球選手（内野手）。右投右打。阪神タイガース所属。

## 経歴
小学1年生の時に祖父と京セラドーム大阪でプロ野球の試合を観戦。その際に、当時日本ハムのエースだったダルビッシュ有（現MLBパドレス）の投球に魅了され、2年生からベースボールスクールポルテで野球を始めた。5年生からは松原ボーイズ所属し中学1年生の時に侍ジャパンU-12代表のトライアウトを受け代表入り。「周りの選手たちと競い合う中でいい刺激を受けた」とこの時に将来のプロ入りを目指す様になる。出場した第4回 WBSC U-12 ワールドカップで日本代表は4位だったが、首位打者と外野手部門のベストナインに選出。中学2年時の夏、第49回日本少年野球選手権大会で4強入り。高校は「甲子園であの紫のユニホームを着て活躍している天理高校の野球部の皆さんを見て、カッコいい」と思った事やU-12のチームメイトに一緒に行こうと誘われ進学先を天理に決めた。
2020年天理高等学校に進学し1年秋からレギュラーを獲得。1学年上のエース達孝太と共に春の第93回選抜高等学校野球大会に出場。健大高崎戦では5番三塁手で甲子園デビューし仙台育英戦、東海大相模戦では二塁手として出場しチームは準決勝まで勝ち進んだが、戸井自身は11打数1安打と苦戦した。2年の秋主将となり、チームの原動力となり近畿大会ベスト4に進出。3年春の第94回選抜高等学校野球大会に遊撃手として出場したが1回戦で星陵高校に延長11回の末に4-5で敗戦。3打数1安打1申告四球を含む2四球。同年夏の第104回全国高等学校野球選手権大会に出場し、山梨学院戦に4番打者として4打数3安打2得点と攻撃の起点となった。2回戦の海星戦では2度の好守に決定打を阻まれ敗退。2試合で8打数4安打で甲子園を去った。試合後にプロ志望届を出す事を公表し、9月5日にプロ志望届を提出。同年のドラフト会議にて阪神タイガースから5位指名を受けた。契約金3000万円、年俸500万円（金額はいずれも推定）。背番号は44。

## 選手としての特徴
派手さはないが堅実な守備が持ち味の選手。浅村栄斗の様な強い体を生かしたバッティングや安定感のある守備を理想とし、内野をどこでも守れるユーティリティープレーヤーとして天理高校のOBでもある関本賢太郎も尊敬している。戸井自身は「強いライナーを打てて、二塁打をアピールしたい」とドラフト後のインタビューにて自己アピールしている。ドラフト時の球団コメントは「広角に鋭い打球を放つ打撃が魅力の右の強打者。パンチ力も兼ね備えており、ツボにはまれば長打もある。大舞台に強く、主将としてチームを引っ張るなど、将来のチームリーダーとしての期待もできる好選手。」、担当の山本スカウトは「大舞台に強く、主将としてチームを引っ張るなど、将来のチームリーダーとしての期待も出来る好選手」とコメントしている。
高校通算13本塁打。50m走6秒5、遠投105m。

## 人物
小さい頃はいつもサンテレビで阪神の試合を見ており、阪神ファンだった。当時、熱いプレーがカッコ良いと新井貴浩に憧れていた。
座右の銘は”苦しまずして栄光なし”。「何かをかなえるには必ず苦しいことがあり、この言葉を浮かべると頑張れる」とグローブにも同じ言葉を刺繍している。
野球が好きで練習も好きでもある。野球以外の特技は極真空手。興味を持って始めたが戸井家には「人に手を出したり、蹴ったりしたらいけない」という家訓があり相手に攻撃できず慣れるまでは初戦敗戦が続いた。最終的には全国大会8強になり黒帯に次ぐ茶帯を取得した際に「やりきった」と野球に専念する様になった。
好きな食べ物は焼き肉と母が作る餃子、嫌いな食べ物は無い。
NiziUのファンで推しはAYAKA。初任給の使い道では「うちわは持っているのでタオルを買いたい」と答えている。情報番組す・またん!に出演し「ある方」から”スペシャルメッセージ”を送られた際、メッセージの送り主のヒントとして「”あ”から始まる」、「選手ではない」というヒントに「AYAKAさんですか？」と答えるほどであったが、実際には阪神の新監督に就任した岡田彰布（あきのぶ）からであった。
天理高校の主将は投票で決めるが、主将としてチームを引っ張っていくという意思と覚悟のもと戸井自らも自分の名前を書き満票で選ばれた。天理の中村良二監督は戸井について真面目で、ダッシュ20本を命じれば本数を誤魔化すことなく20本をやり切るような選手と語っている。戸井自身もインタビューにおいて、真面目、大人しいと言われると語っている。
高校3年時の夏県大会決勝では生駒高校に21-0で勝利したが、生駒高校は新型コロナウイルスの集団感染により準決勝の智弁学園戦とはメンバーが大きく異なっていた。試合前にメンバーが大きく違う事を知った戸井を含めた天理ナインは事態を察したが、「手を抜く方が失礼。全力でいこう」と全力で戦った。戸井は9回2アウト時にタイムを取り「勝利時にマウンドに集まる事はやめておこう」とチームメイトに提案し、勝利した際も粛々と整列した。戸井によると、監督には最後にマウンドに集まらない事を試合前に提案し、チームメイトには試合に集中して欲しい思いから9回2死時に伝えたという。決勝戦後に中村監督から生駒高校へ再試合が提案され、9月11日に再試合が行われた。天理1点リードの最終回、戸井は決勝戦同様2アウト時にタイムを取り、「今回は全力勝負ができたので、最後は全員で集まって喜ぼう」とチームメイトに伝えた。これを天理の三塁手が生駒側にも伝えた事により、ゲームセットの際には天理ナイン・生駒ナインが共にマウンドに集まり喜びの輪を作った。また、決勝戦での配慮に感謝した生駒高校からは県大会後に両校のテーマが繋げられた「つなぐ心ひとつに」と描かれた横断幕が送られ、実際に甲子園アルプススタンドに掲げられた。

## 家族
父、母、姉がいる。野球を教えてくれた祖父は徒歩1分の距離に住み毎日の様にノックを打ってくれていたが、戸井が中学の時に他界している。花丸軒・法善寺店の副店長である父は「ぶつかる時間もなかった」と語る程忙しく試合を見に行けたのも数えるほどであるが、甲子園応援には行けた。母は天理高校の練習にも足を運んでいたが高三の最後の追い込み前に戸井は電話をかけ「監督に叱られても俺は大丈夫だけど、お母さんに聞かれるのが辛い」と見に来るのを辞めて欲しいと伝えた。電話後、親を気遣う息子の心に母は涙した。ドラフトの当日には会場に母と姉が来ていたが、戸井は指名されるまで「早くお母さんに安心してもらいたい」と気遣っており、指名の瞬間には母と姉は涙していた。

## 詳細情報

### 背番号
- 44（2023年 - ）

### 登場曲
- 「常超 feat. 遊助」山猿（2023年 - ）

### 代表歴
- 2017 第4回 WBSC U-12 ワールドカップ 日本代表[28]